# El Sauz, Sain Alto
El Sauz är en ort i Mexiko.   Den ligger i kommunen Sain Alto och delstaten Zacatecas, i den centrala delen av landet, 600 km nordväst om huvudstaden Mexico City. El Sauz ligger 2 099 meter över havet och antalet invånare är 425.
Terrängen runt El Sauz är platt åt nordost, men åt sydväst är den kuperad. Terrängen runt El Sauz sluttar norrut. Runt El Sauz är det glesbefolkat, med 11 invånare per kvadratkilometer. Närmaste större samhälle är Sain Alto, 5,0 km nordväst om El Sauz. Omgivningarna runt El Sauz är i huvudsak ett öppet busklandskap.